# Teatre Monumental
El Teatre Monumental és un espai teatral situat al carrer de La Riera, núm. 169, de Mataró (Maresme) i és l'espai més gran de la ciutat. Fa una programació estable de teatre i dansa durant tot l'any. També s'hi ofereixen concerts i pel·lícules en versió original.

## El vell Teatre Bosque
Aquest teatre va néixer amb el nom de Bosque, situat a la zona nord de la població, i fou inaugurat el 14 de març de 1920, amb l’actuació de la companyia d’acròbates de Willy Frediani. El local, que es podria considerar un «teatre d'estiu», era de fustai amb teulada d'uralita. Al 1922  es va constituir la societat Monumental Bosque, que va construir l'escenari nou i l'entrada pel carrer de Meléndez. Al 1923 se'n va fer una ampliació, a càrrec de Lluís Gallifa i Grenzner, i el nom passà a ser el de Monumental Bosque. La programació es basava en el cinema, la revista, la sarsuela i el teatre en vers. Al 1935 va ser rebatejat amb el nom de Teatre Monumental Cinema, i al juliol de 1946 va quedar destruït per un incendi. El mateix arquitecte Lluís Gallifa s'encarregà de construir-lo de nou i es torna a inaugurar el primer dia de l’any 1950 amb l’òpera de Verdi Aida, amb l’orquestra del Gran Teatre del Liceu, tot i que la sala es dedicà plenament a la projecció de cinema.

## El nou Teatre Monumental
A finals del segle XX el vell teatre va ser objecte d'una reforma i remodelació a càrrec de l'Ajuntament, que n'havia adquirit la propietat al 1984 perquè en veia perillar l'existència. A més d'adoptar les mesures de seguretat prescriptives, les reformes van incloure l'estructura de l'edifici, l'escenari i la sala central, que passà a disposar de 780 localitats, 548 a la platea i 232 a l’amfiteatre; també es construí el fossat de l'orquestra, a més dels nous camerinos i la cafeteria, i se'n millorà l'acústica i la il·luminació. Va ser inaugurat de nou el 18 d'abril de 1990, amb un recital de Victòria dels Àngels.
Posteriorment es construí al seu costat l'Aula de Teatre, destinada a ser una escola municipal d'arts escèniques.